# Кландестинус
Кландестинус (лат. Clandestinus); настоящее имя — Сергей Викторович Исаев (род. 2 мая 1973, Клайпеда, Литовская Республика) — литовский писатель, поэт, сценарист, переводчик, журналист, общественный деятель Литовской Республики. Приобрёл известность как переводчик, эссеист, автор готических и хоррор-повестей.

## Биография
Родился 2 мая 1973 г. в Клайпеде. Окончил школу им. М. Горького, специальные курсы английского языка в Литовском Христианском Колледже, философию в Вильнюсской семинарии для католических священников, изучал христианское богословие (Сен-Жодар, Франция), исламское право и шариат в Джинаньском университете (Ливан, Триполи). Около 8 лет был монахом католических Орденов — доминиканцев и францисканцев, 2 года из которых проработал в Центре воспитания слабоумных детей в Вильнюсе, ещё 2 — преподавал Закон Божий католическим гимназистам г. Кретинги.
Вернувшись в мир, работал редактором отдела культуры основной городской газеты «Клайпеда» (2004 г.), главным редактором литературно-художественной газеты «Слово» (2005 г.), главным редактором еженедельника «Причал — Клайпеда» (2008 г.) В настоящее время является активным корреспондентом и сотрудником литовских, европейских и российских изданий и издательств (прибалтийские «Nemunas», «Baltija» и др., российские «Балтика», «Параллели», крупнейший литературный московский портал «Московские писатели» Архивная копия от 16 августа 2018 на Wayback Machine, «Век Перевода» Е. В. Витковского и др.). Основатель литературного сообщества/издательства «ARS MAGNA» (2003 г).
Полиглот, переводчик с 11 языков. Беспартийный, убеждённый космополит. Переключившись с готики и хоррор на научную фантастику, в последнем творчестве явно склоняется к атеистическим идеям. Активный участник Международного Aльянса Aтеистов (Atheist Alliance International), Международного натуралистического движения Brights, общественного гуманистического Фонда «Свободомыслие», трансгуманистических сообществ.
С 2003 г. — член Общества русских писателей Германии, с 2004 г. — член Союза Российских писателей Архивная копия от 24 марта 2022 на Wayback Machine, с 2004 г. — член Международного литературного общества С. Даха, с 2006 г. — член Союза писателей Литвы, с 2006 г. — член Международного историко-литературного общества К. Донелайтиса, с 2008 г. — член Союза журналистов Литвы, с 2009 г. — член Союза Творцов Искусства Литвы, с 2012 г. — председатель отделения Союза Российских писателей Литовской Республики, с 2015 г. – член Международного ПЕН-клуба.
Увлечения: астрофизика, теоретическая физика, история, естественные науки, музыка.

## Книги
- «В глубинах скорби и радости» (поэзия, изд. «Klaipėdos rytas», 2001 г.)
- «Светлые и тёмные размышления» (поэзия, изд. «Klaipėdos rytas», 2002 г.)
- «Speculum Saeculorum/Зеркало Веков» (стихотворения и поэмы, изд. «Druka», 2002 г.)
- «В поисках Единственной Истины…» (поэмы, изд. «Druka», 2002 г.)
- «Избранные афоризмы» (эссе и афоризмы, изд. «Druka», 2003 г.)
- «Смерть иллюзии» (новеллы и рассказы, изд. «Reco», 2004 г.)
- «Последний день одиночества» (повести, «Издательство Калининградского Пен-клуба», 2008 г.)
- «Summis desiderantes affectibus» (поэзия, «Издательство Калининградского Пен-клуба», 2008 г.)
- «Versum onanicum poeticum» (поэзия, новеллы, изд. «Druka», 2008 г.; переиздано в «Издательстве *Калининградского Пен-клуба», 2009 г.) — авторство приписывается.
- «Дом проклятых» (повести, «Издательство Калининградского Пен-клуба», 2011 г.)
- «Penis oppressus» (поэзия, проза, «Издательство Калининградского Пен-клуба», 2011 г.) — авторство приписывается.
- «Фараонечка по имени Сятя» (литература для детей, проза, «Издательство Калининградского Пен-клуба», 2012 г.)
- «Истории не для истории» (проза, изд. «Ars Magna», 2013 г.)
- «Священный папирус Тота» (исслед., изд. «Ars Magna», 2013 г.)
- «Эфемерида» (проза, изд. «Ars Magna», 2013 г.)
- «Machina ex Dei» (проза, изд. «Издательство Калининградского Пен-клуба», 2013 г.)
- «Слёзы Великого инквизитора» (проза, изд. «Druka», 2015 г.)

## Переводы

### с литовского
- «По стопам литовских волхвов/Антология современной поэзии и прозы Клайпедского края» (переводы современной литовской поэзии, прозы, детской литературы, изд. «Reco», 2005 г.)
- «Истории про Густаса и Учителя» (проза, перевод книги Р. Черняускаса, изд. «Кладезь», 2006 г.)
- «Пересадочные цветы» (поэзия, перевод книги Д. Молите-Лукаускене, изд. «Eglė», 2007 г.)
- «Между» (поэзия, перевод книги Н. Кяпянене-Клюкайте, изд. «Libra Memelensis», 2008 г.)
- «Одни другим» (поэзия, перевод книги А. Жалиса, «Издательство Калининградского Пен-клуба», 2009 г.)
- «Из тьмы» (поэзия, перевод книги Д. Собецкиса, «Издательство Калининградского Пен-клуба», 2009 г.)
- «Человек с обезьянкой» (проза, перевод книги А. Куклиса, «Издательство Калининградского Пен-клуба», 2010 г.)
- «Homo religiosus» (поэзия, перевод книги Д. Собецкиса, «Издательство Калининградского Пен-клуба», 2010 г.)
- «Времена» (поэзия, перевод стихотворений, басен, писем и поэмы «Времена» зачинателя литовской литературы К. Донелайтиса, «Издательство Калининградского Пен-клуба», 2011 г.)[2].
- «Времена» (поэзия, перевод стихотворений, басен, писем и поэмы «Времена» зачинателя литовской литературы К. Донелайтиса, издание второе, исправленное и дополненное, «Издательство Калининградского Пен-клуба», 2012 г.)
- «Ожидание» (proza, перевод книги Ю. Шикшнялиса, изд. «Ars Magna», 2013 г.)
- «Времена» (поэзия, перевод стихотворений, басен, писем и поэмы «Времена» зачинателя литовской литературы К. Донелайтиса, издание третье, исправленное и дополненное, «Издательство Калининградского Пен-клуба», 2013 г.)
- «За…» (поэзия, перевод книги П. Нарущиса, «Издательство Калининградского Пен-клуба», 2015 г.)

### с английского
- J. Qaradawi, Al Halal wal haram fil Islam (2005 г.)
- M. Abdalati, Islam in focus (2006 г.)
- S. Hanifah, What everybody must know about Islam and Muslims (2007 г.)

### с немецкого
- K. Donalitius, Gedichte und Briefe (2011 г.)

### с французского
- P. Malo, La critique sur le christianisme et judaïsme (2006 г.)
- D. Jacques, Serviteur de Dieu, qui es-tu? (2006 г.)

### с итальянского
- La Regola francescana (OFM) (2004 г.)

## Публикации в периодике
- «Gintaro Lašai», Литва, 2002—2006 гг.
- «Klaipėda», Литва, 2003—2005 гг.
- «Pajurio Žinios», Литва, 2003 г.
- «Varpai», Литва, 2004 г., 2011 г.
- «Baltija», Литва, 2005—2014 гг.
- «Nemunas», Литва, 2005—2015 гг.
- «Балтика», Россия, 2006 г.
- «Исламский Прорыв», Россия, 2006 г.
- «Vakarų Ekspresas», Литва, 2006—2007 гг.
- «Вильнюс», Литва, 2009 г.
- «Žemaičių saulutė», Литва, 2010 г.
- «Параллели», Россия, 2007—2014 гг.
- «Эхо-50», Россия, 2011 г.
- «Новые писатели», Россия, 2011 г.
- «Мурр», журнал для детей, Россия, 2012 г.
- «Эхо-52», Россия, 2012 г.
- «Простор», Казахстан, 2014 г.

## Достижения

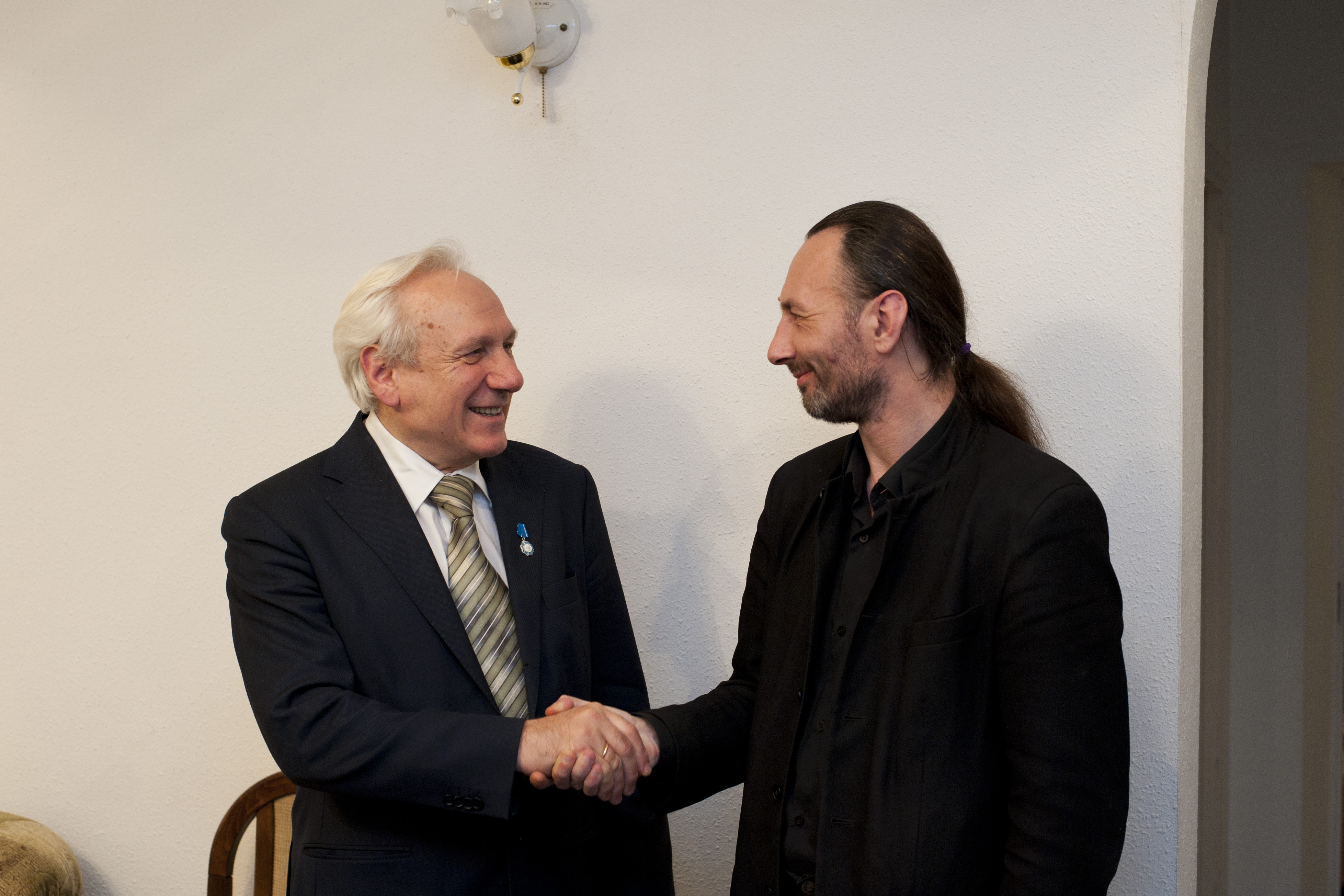
C Президентом Фонда СЕИП С. А. Филатовым (Москва, РФ, 2011)

- Лауреат литературных премий Литвы, Германии и, в частности, современных российских премий в номинации C Президентом Фонда СЕИП С. А. Филатовым (Москва, РФ, 2011)поэзия («Исламский прорыв», 2006 г.), проза («Русская готическая повесть», 2007 г.[3]).
- Стипендия писателей и переводчиков Балтийских стран (Швеция, 2008 г.)
- Государственная стипендия Министерства культуры Литвы (2009 г.).
- Стипендия писателей и переводчиков Балтийских стран (Швеция, 2009 г.)
- Диплом Русского ПЕН-клуба за проведение мастер-класса по переводу (Калининград, 2009 г.).
- Лауреат Х Форума молодых писателей России в номинации «Новые писатели России» (2010 г.).
- По сценариям Clandestinus сняты 9 документальных фильмов (2005—2016), два из которых стали лауреатами на Конкурсе документальных фильмов «ДАН» (Казань, 2010 г.), отмечены призами российского телеканала «Звезда».
- Персональное поздравление и диплом Министра культуры РФ «За личный вклад в современную литературу» (2010 г.).
- Диплом мэра Клайпеды «За распространение культуры г. Клайпеды» (2010 г.).
- Стипендия писателей и переводчиков Балтийских стран (Швеция, 2011 г.).
- Лауреат литературной премии Литвы им. Е.Симонайтите (2013 г.).
- По новелле Clandestinus «Смерть иллюзии» поставлен спектакль «Туннель», 2014 г.
- Награждён Чрезвычайным и Полномочным Послом Литовской Республики Юбилейной серебряной медалью К. Донелайтиса (2014 г.).
- Персональное поздравление и диплом Министра культуры РФ «За перевод на русский язык полного собрания сочинений Кристийонаса Донелайтиса и особый вклад в сохранение его творческого наследия» (2014 г.).
- Награждён Министром культуры Литовской Республики Юбилейной медной медалью К. Донелайтиса (2014 г.).
- Персональное поздравление и почётный диплом Премьер-Министра Литовской Республики «За творчество и активное участие в программе празднования 300-летия Кристийонаса Донелайтиса — новый перевод и сохранение литературного наследия литовского классика» (2014 г.).

## Интервью
- Clandestinus: «Крест романтика буду нести до конца» Архивная копия от 9 августа 2020 на Wayback Machine (по-литовски)
- «Что такое PEN-клуб?» Интервью с его руководителем и участниками Архивная копия от 9 октября 2018 на Wayback Machine
- Радио Балтик Плюс, Театральная площадь (недоступная ссылка)
- Sergejus Isajevas — Clandestinus: «Книга — высшая ценность, нежели человек» Архивная копия от 1 июля 2016 на Wayback Machine (по-литовски)